# Niverka Marte
Niverka Dharlenis Marte Frica est une joueuse de volley-ball dominicaine née le 19 octobre 1990 à  San Cristóbal. Elle mesure 1,78 m et joue au poste de passeuse. Elle totalise 84 sélections en équipe de République dominicaine.

## Clubs
| Club               | De        | À         |
| ------------------ | --------- | --------- |
| Deportivo Nacional | 2004-2004 | 2004-2004 |
| Modeca             | 2005-2005 | 2005-2005 |
| Mirador            | 2006-2006 | 2006-2006 |
| Aviación           | 2006-2006 | 2006-2006 |
| Deportivo Nacional | 2007-2008 | 2007-2008 |
| Distrito Nacional  | 2007-2008 | 2009-2010 |
| Mirador            | 2010-2011 | 2010-2011 |
| İqtisadçı VK       | 2012-2013 | 2012-2013 |
| Mirador            | 2015-2015 | 2015-2015 |
| ES Le Cannet       | 2015-2016 | …         |

## Palmarès

### Équipe nationale
- Championnat d'Amérique du Nord des moins de 20 ans
  - Finaliste : 2008.
- Championnat du monde des moins de 20 ans
  - Finaliste : 2009.
- Coupe panaméricaine
  - Vainqueur : 2008, 2010, 2014[2]
  - Finaliste : 2009, 2011, 2013, 2015[3]
- Championnat d'Amérique du Nord
  - Vainqueur : 2009.
  - Finaliste : 2011, 2013, 2015.
- Jeux d'Amérique centrale et des Caraïbes
  - Vainqueur : 2010, 2014.
- Coupe panaméricaine des moins de 23 ans
  - Vainqueur : 2012.

### Clubs
- Supercoupe de France
  - Vainqueur : 2015.

### Distinctions individuelles
- Championnat d'Amérique du Nord de volley-ball féminin des moins de 20 ans 2008: Meilleure passeuse.
- Volley-ball féminin aux Jeux d'Amérique centrale et des Caraïbes 2014: Meilleure passeuse[4].
- Coupe du monde de volley-ball féminin 2015: Meilleure passeuse.
- Championnat d'Amérique du Nord de volley-ball féminin 2015: Meilleure passeuse[5].